# 非日常
『非日常』は、日本のバンド・オレンジスパイニクラブのインディーズ2作目のミニ・アルバムである。

## 背景
前作『イラつくときはいつだって』から約9ヶ月ぶりのミニ・アルバム。インディーズレーベルからリリースした最後の作品である。

## 収録曲
1. リンス [3:58]
作詞・作曲：スズキナオト
2. スリーカウント [1:31]
作詞・作曲：スズキナオト
3. 駅、南口にて [3:19]
作詞・作曲：スズキユウスケ
4. コーヒーとコート [3:41]
作詞・作曲：スズキユウスケ
5. またあとで [3:33]
作詞・作曲：スズキユウスケ
6. Finder [3:16]
作詞・作曲：スズキナオト
7. ドロップ [2:06]
作詞・作曲：スズキユウスケ
8. たられば [1:50]
作詞・作曲：スズキナオト